# شيء مغاير (فلم 2009)
شيء مغاير (بالإنجليزية: Grotesque) (باليابانية: グロテスク) هو فيلم رعب تم إنتاجه في اليابان وصدر سنة 2009.

## القصة
زوجان يتعرضان للخطف ويتم تعذيبهما بشكل مرعب وجنوني.

## وصلات خارجية
- مقالات تستعمل روابط فنية بلا صلة مع ويكي بيانات

- شئ مغاير على imdb
- شئ مغاير على rotten tomatos